# Universidad Politécnica Territorial del Estado Mérida
La Universidad Politécnica Territorial del Estado Mérida "Kléber Ramírez" (UPTM ó UPTM-KR) es una universidad pública experimental venezolana creada por medio de la transformación del antiguo Instituto Universitario Tecnológico de Ejido (IUTE), como parte del proceso de transformación del sector universitario público en la Misión Alma Mater.
Esta universidad está ubicada en ciudad merideña de Ejido, en Venezuela, siendo la principal casa de estudios superiores de dicha localidad y entre las más importantes del Estado Mérida.

## Historia

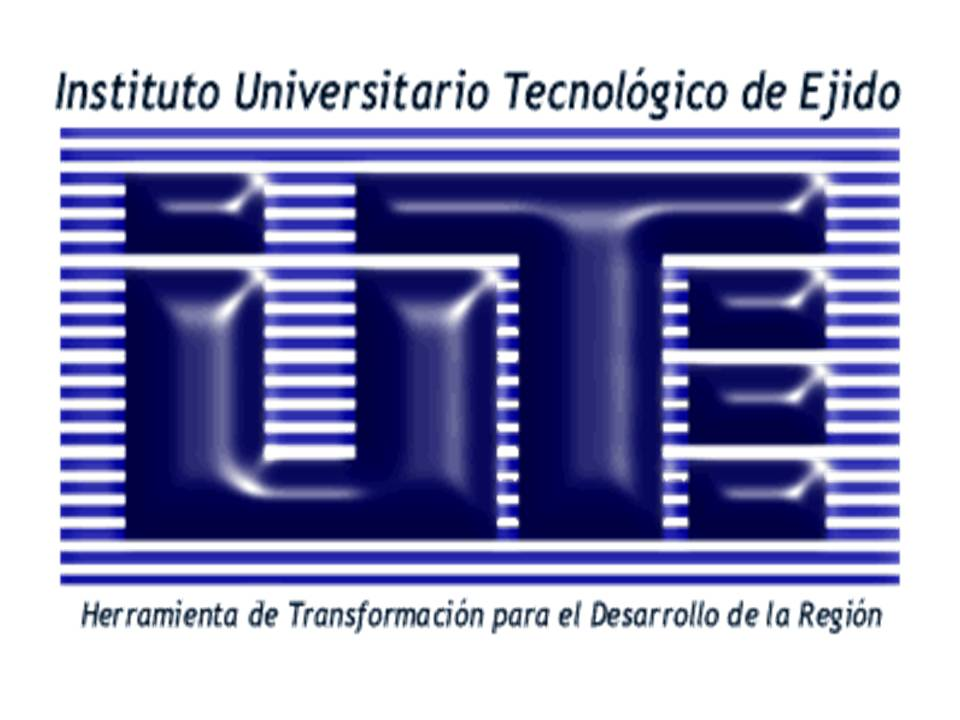
Logo del antiguo IUTE

El 25 de noviembre de 1981 fue fundado el Instituto Universitario Tecnológico de Ejido (IUTE) por el gobierno venezolano bajo el Decreto Presidencial Número 1.300, bajo la finalidad de formar a Técnicos Superiores Universitarios (T.S.U.) en áreas prioritarias a nivel regional y nacional, a través de la docencia, investigación y extensión universitaria, teniendo como lema “Herramienta de transformación para el desarrollo de la región”.
El 25 de mayo de 2001, fue inaugurada la extensión del IUTE en Bailadores, próximo al Hospital de Bailadores y posteriormente en abril de 2012 trasladada a su actual sede, frente al Hotel Toquisay; esta sede tiene una alta relevancia para la localidad, ya que por esta es la que se encarga de educar, formar y atender a muchos jóvenes del Valle del Mocotíes, para que estos tengan un instituto de educación superior más accesible para su zona.
El 14 de febrero de 2012 bajo el Decreto Nº 8.806 el instituto fue transformado en universidad nacional con el nombre de Universidad Politécnica Territorial del Estado Mérida “Kléber Ramírez” (UPTM ó UPTM-KR), en homenaje al profesor universitario Kléber Ramírez Rojas, teniendo como lema “Una comunidad de aprendizaje, investigación e información”; con este cambio, se impulsaron las funcionalidades y capacidades de este instituto, un ejemplo de esto, fue la integración del Programa Universidades de Estudios Abiertos (ProUEA) y la inclusión de nuevas carreras a la universidad, por ejemplo: producción tecnológica, mecánica automotriz, desarrollo y producción endógena, entre muchas otras.

## Campus y extensiones
La universidad se encuentra ubicada en Ejido, Municipio Campo Elías. Es la sede principal, posee espacios internos que albergan aulas, laboratorios, oficinas administrativas y de servicios y espacios de circulación, así como un sector recreativo que es utilizado por la comunidad interna y externa.
La universidad cuenta con tres extensiones en el estado Mérida:

### Bailadores
La Sede se encuentra en Bailadores, Municipio Rivas Dávila, contiene 2 conjuntos de edificaciones conocidas como:
- Sede Nueva: Final de la carrera 3, frente al Hotel Toquisay.
- Sede Vieja: Calle 9 entre carreras 3 y 4 al lado del Hospital de Bailadores.

### Tucaní
La Sede Tucaní se encuentra en el Municipio Caracciolo Parra Olmedo.

### El Vigía
En la ciudad de  El Vigía, Municipio Alberto Adriani, se encuentra una extensión denominada Aulas Ampliadas El Vigía. Fundada por la Licda. Heidi Martinez (Coordinadora Principal), Licda. Elayne Uzcategui (Enlace PNF en Psicólogo Social), Licdo. Neil Hernández (Enlace PNF en Contaduría Publica) y el Licdo. Rigoberto Huiza (Presidente del Centro Estudiantil). 
Los estudiantes de esta universidad reciben su formación académica en las instalaciones del Complejo Educativo Dr. Alberto Adriani, impartiendo los siguientes Programas Nacionales de Formación:
- PNF Enfermería Integral Comunitaria.
- PNF Radioimagenología.
- PNF Psicología Social.
- PNF Contaduría Pública.
- PNF Turismo.

## Carreras
- Técnico Superior Universitario
  - Manejo de Emergencias y Acción contra Desastres
  - Radioimagenología
- Programas Nacionales de Formación (PNF), que permite egresos como T.S.U o continuando estudios como Licenciados o ingenieros en las siguientes áreas:
  - Ingeniería Informática
  - Licenciatura Turismo
  - Licenciatura Administración
  - Ingeniería Construcción Civil
  - Ingeniería Geociencia
  - Agroalimentación
  - Licenciatura Contaduría
  - Radioimagenología
  - Psicología Social
  - Historia
  - Licenciatura Enfermería

#### Centros de Investigación.
Históricamente es en las Ciencias del Agro donde la institución genera su mayor base de investigación, contando con el mayor número de personal y Grupos registrados en su estructura organización es esa área académica, para ese año a nivel de División . Es así que en el año 2017 se crea el Centro de Preservación de Recursos Fitogenéticos (CEPREFI), mediante resolución del Consejo Universitario.
En su reglamento el Centro reconocía la existencia de sus miembros promotores como: El Grupo de Investigación en Recursos Fitogenéticos., Grupo de Estudios Multidisciplinarios (GEM), CAMIATA, Ecología de suelos y sustratos agrícolas y el GI@TEEB
En su estructuración y funcionamiento el Centro consolidó el primer Banco de Germoplasma y la Creación de la Red Comunitaria Territorial de bancos y custodios de semillas. y con los años se consolidaría a través de varios proyectos nacionales e internacionales  como la "Biored Iberoameríca"

## Programa Universitario de Estudios Abiertos
Los Programas Universitarios de Estudios Abiertos, consisten en la formulación y ejecución de proyectos de formación profesional universitaria en núcleos de desarrollo endógeno o instituciones públicas, que tienen como finalidad formar a las personas con un currículo abierto, bajo la dirección de un tutor para su profesionalización.